# Districtul Nong Ya Plong
Nong Ya Plong (în thailandeză หนองหญ้าปล้อง) este un district (Amphoe) din provincia Phetchaburi, Thailanda, cu o populație de 14.390 de locuitori și o suprafață de 1.249,8 km².

## Componență
Districtul este subdivizat în 4 subdistricte (tambon), care sunt subdivizate în 31 de sate (muban).
| Nr. | Nume               | În thailandeză | Sate | Locuitori |  |
| --- | ------------------ | -------------- | ---- | --------- |  |
| 1.  | Nong Ya Plong      | หนองหญ้าปล้อง    | 11   | 6,411     |  |
| 2.  | Yang Nam Klat Nuea | ยางน้ำกลัดเหนือ   | 5    | 1,867     |  |
| 3.  | Yang Nam Klat Tai  | ยางน้ำกลัดใต้     | 7    | 2,375     |  |
| 4.  | Tha Takhro         | ท่าตะคร้อ        | 8    | 3,737     |  |